# Caverneus hemangioom
Een caverneus hemangioom of haemangioma cavernosum is een misvorming van bloedvaten (hemangioom) waarbij grote bloedbevattende holten aanwezig zijn. Deze kunnen bij verwonding sterk bloeden; er kan trombose in ontstaan en soms treedt er een verbruikscoagulopathie op.